# Nespeky
Nespeky é uma comuna checa localizada na região da Boêmia Central, distrito de Benešov, República Tcheca.